# Championnat d'Espagne de football de deuxième division
Le championnat d'Espagne de football de deuxième division, généralement appelé LaLiga 2 ou Segunda División est le deuxième plus haut échelon du football professionnel espagnol.
Depuis 2010, à la fin de chaque saison, les deux premiers du classement sont promus directement en première division et les quatre suivants se qualifient pour les play-offs d'accession (le vainqueur final monte en D1). Les quatre derniers sont relégués en troisième division.

## Histoire
Ce championnat a été créé en 1929 par la Fédération royale espagnole de football. La ligue a été nationale, à table unique, sauf sur la période entre 1934 et 1943 au cours de laquelle elle a été organisée en plusieurs groupes et entre 1949 et 1968 au cours de laquelle elle a été régionalisée en deux groupes Nord et Sud. Depuis 1984, il est organisé par la Liga Nacional de Fútbol Profesional.

## L'édition 2023-2024
| Équipe                 | Localisation           | Stade                            | Capacité |
| ---------------------- | ---------------------- | -------------------------------- | -------- |
| SD Amorebieta          | Amorebieta-Etxano      | Campo Municipal de Urritxe       | 3 000    |
| Albacete Balompié      | Albacete               | Stade Carlos-Belmonte            | 17 300   |
| AD Alcorcón            | Alcorcón               | Stade municipal de Santo Domingo | 5 100    |
| FC Andorra             | Andorre-la-Vieille     | Estadi Nacional                  | 3 347    |
| Burgos CF              | Burgos                 | Stade El Plantío                 | 12 642   |
| FC Cartagena           | Carthagène             | Stade Cartagonova                | 15 105   |
| SD Eibar               | Eibar                  | Stade municipal d'Ipurua         | 7 083    |
| RCD Espanyol           | Cornellà de Llobregat  | RCDE Stadium                     | 41 000   |
| Elche CF               | Elche                  | Stade Martínez Valero            | 33 732   |
| CD Eldense             | Elda                   | Pepico-Amat                      | 4 036    |
| Racing de Ferrol       | Ferrol                 | Stade de A Malata                | 12 043   |
| SD Huesca              | Huesca                 | Estadio El Alcoraz               | 9 100    |
| CD Leganés             | Leganés                | Stade municipal de Butarque      | 12 454   |
| Levante UD             | Valence                | Stade Ciutat de València         | 25 354   |
| CD Mirandés            | Miranda de Ebro        | Stade municipal d'Anduva         | 5 759    |
| Real Oviedo            | Oviedo                 | Stade Carlos Tartiere            | 30 500   |
| Real Valladolid        | Valladolid             | Stade José-Zorrilla              | 27 618   |
| Racing de Santander    | Santander              | Stade El Sardinero               | 22 222   |
| Real Sporting de Gijón | Gijón                  | Stade El Molinón                 | 29 029   |
| CD Tenerife            | Santa Cruz de Tenerife | Stade Heliodoro Rodríguez López  | 22 824   |
| Real Saragosse         | Saragosse              | Stade de La Romareda             | 34 596   |
| Villarreal CF (B)      | Vila-Real              | Ciudad Deportiva Villarreal      | 5 000    |

## Noms officiels
- 1929-2006: Segunda División
- 2006-2008: Liga BBVA
- 2008-2016 : Liga Adelante
- 2016-2019 : LaLiga 1|2|3
- 2019-2023 : LaLiga SmartBank
- depuis 2023 : LaLiga Hypermotion

## Palmarès
| Saison    | Champion       | Vice-champion      |
| --------- | -------------- | ------------------ |
| 1929      | Séville FC     | Iberia SC          |
| 1929-1930 | CD Alavés      | Sporting de Gijón  |
| 1930-1931 | Valence FC     | Séville FC         |
| 1931-1932 | Betis Balompié | Oviedo FC          |
| 1932-1933 | Oviedo FC      | Athletic de Madrid |
| 1933-1934 | Séville FC     | Athletic de Madrid |

| Saison    | Champion    | Vice-champion        | Autres promus                     |
| --------- | ----------- | -------------------- | --------------------------------- |
| 1934-1935 | Hércules FC | CA Osasuna           | -                                 |
| 1935-1936 | Club Celta  | Saragosse FC         | -                                 |
| 1939-1940 | Murcie FC   | Deportivo La Corogne | -                                 |
| 1940-1941 | Grenade CF  | Real Sociedad        | Deportivo La Corogne CD Castellón |
| 1941-1942 | Real Betis  | Saragosse CF         | -                                 |
| 1942-1943 | CD Sabadell | Real Sociedad        | -                                 |

| Saison    | Champion                  | Vice-champion           | Autres promus |
| --------- | ------------------------- | ----------------------- | ------------- |
| 1943-1944 | Real Gijón                | Real Murcie             | -             |
| 1944-1945 | CD Alcoyano               | Hércules CF             | Celta de Vigo |
| 1945-1946 | CD Sabadell               | Deportivo La Corogne    | -             |
| 1946-1947 | CD Alcoyano               | Gimnástico de Tarragone | Real Sociedad |
| 1947-1948 | Real Valladolid Deportivo | Deportivo La Corogne    | -             |
| 1948-1949 | Real Sociedad             | CD Málaga (es)          | -             |

| Saison    | Champion          | Vice-champion | Autres promus           |
| --------- | ----------------- | ------------- | ----------------------- |
| 1949-1950 | Real Santander SD | UD Lérida     | Real Murcie CD Alcoyano |

| Saison    | Champion - Groupe Nord    | Champion - Groupe Sud | Autres promus                             |
| --------- | ------------------------- | --------------------- | ----------------------------------------- |
| 1950-1951 | Real Gijón                | Atlético de Tetuán    | Saragosse CF UD Las Palmas                |
| 1951-1952 | Real Oviedo               | CD Málaga (es)        | -                                         |
| 1952-1953 | CA Osasuna                | Real Jaén             | -                                         |
| 1953-1954 | Deportivo Alavés          | UD Las Palmas         | Hércules CF CD Málaga (es)                |
| 1954-1955 | Cultural Leonesa          | Real Murcie           | -                                         |
| 1955-1956 | CA Osasuna                | Real Jaén             | Real Saragosse CD SD La España Industrial |
| 1956-1957 | Real Gijón                | Grenade CF            | -                                         |
| 1957-1958 | Real Oviedo               | Real Betis            | -                                         |
| 1958-1959 | Real Valladolid Deportivo | Elche CF              | -                                         |
| 1959-1960 | Real Santander SD         | RCD Majorque          | -                                         |
| 1960-1961 | CA Osasuna                | CD Tenerife           | -                                         |
| 1961-1962 | Deportivo La Corogne      | Córdoba CF            | Real Valladolid Deportivo CD Málaga (es)  |
| 1962-1963 | Pontevedra CF             | Real Murcie           | RCD Español Levante UD                    |
| 1963-1964 | Deportivo La Corogne      | UD Las Palmas         | -                                         |
| 1964-1965 | Pontevedra CF             | RCD Majorque          | CD Sabadell CD Málaga (es)                |
| 1965-1966 | Deportivo La Corogne      | Hércules CF           | Grenade CF                                |
| 1966-1967 | Real Sociedad             | CD Málaga (es)        | Real Betis                                |
| 1967-1968 | Deportivo La Corogne      | Grenade CF            | -                                         |

| Saison    | Champion              | Vice-champion             | Troisième              | Autres promus                |
| --------- | --------------------- | ------------------------- | ---------------------- | ---------------------------- |
| 1968-1969 | Séville CF            | Celta de Vigo             | RCD Majorque           | -                            |
| 1969-1970 | Real Gijón            | CD Málaga (es)            | RCD Español            | -                            |
| 1970-1971 | Real Betis            | Burgos CF (es)            | Deportivo La Corogne   | Córdoba CF                   |
| 1971-1972 | Real Oviedo           | CD Castellón              | Real Saragosse CD      | -                            |
| 1972-1973 | Real Murcie           | Elche CF                  | Racing de Santander    | -                            |
| 1973-1974 | Real Betis            | Hércules CF               | UD Salamanque          | -                            |
| 1974-1975 | Real Oviedo           | Racing de Santander       | Séville CF             | -                            |
| 1975-1976 | Burgos CF (es)        | Celta de Vigo             | CD Málaga (es)         | -                            |
| 1976-1977 | Sporting de Gijón     | Cadix CF                  | AD Rayo Vallecano      | -                            |
| 1977-1978 | Real Saragosse CD     | Recreativo de Huelva      | Celta de Vigo          | -                            |
| 1978-1979 | AD Almería            | CD Málaga (es)            | Real Betis             | -                            |
| 1979-1980 | Real Murcie           | Real Valladolid Deportivo | CA Osasuna             | -                            |
| 1980-1981 | CD Castellón          | Cadix CF                  | Racing de Santander    | -                            |
| 1981-1982 | Celta de Vigo         | UD Salamanque             | CD Málaga (es)         | -                            |
| 1982-1983 | Real Murcie           | Cadix CF                  | RCD Majorque           | -                            |
| 1983-1984 | Castilla CF           | Bilbao Athletic           | Hércules CF            | Racing de Santander Elche CF |
| 1984-1985 | UD Las Palmas         | Cadix CF                  | Celta de Vigo          | -                            |
| 1985-1986 | Real Murcie           | CE Sabadell               | RCD Majorque           | -                            |
| 1986-1987 | Valence CF            | Celta de Vigo             | CD Logroñés            | -                            |
| 1987-1988 | CD Málaga (es)        | Elche CF                  | Castilla CF            | Real Oviedo                  |
| 1988-1989 | CD Castellón          | AD Rayo Vallecano         | CD Tenerife            | RCD Majorque                 |
| 1989-1990 | Real Burgos           | Real Betis                | Bilbao Athletic        | RCD Español                  |
| 1990-1991 | Albacete Balompié     | Deportivo La Corogne      | Real Murcie            | -                            |
| 1991-1992 | Celta de Vigo         | AD Rayo Vallecano         | UE Figueres            | -                            |
| 1992-1993 | UE Lleida             | Real Valladolid           | Racing de Santander    | -                            |
| 1993-1994 | RCD Español           | Real Betis                | SD Compostelle         | -                            |
| 1994-1995 | CP Mérida             | AD Rayo Vallecano         | UE Lleida              | UD Salamanque                |
| 1995-1996 | Hércules CF           | CD Logroñés               | RCD Majorque           | CF Extremadura               |
| 1996-1997 | CP Mérida             | UD Salamanque             | RCD Majorque           | -                            |
| 1997-1998 | Deportivo Alavés      | CF Extremadura            | UD Las Palmas          | Villarreal CF                |
| 1998-1999 | Málaga CF             | Atlético de Madrid B      | CD Numancia            | Séville FC                   |
| 1999-2000 | UD Las Palmas         | CA Osasuna                | Villarreal CF          | -                            |
| 2000-2001 | Séville FC            | Real Betis                | CD Tenerife            | -                            |
| 2001-2002 | Atlético de Madrid    | Racing de Santander       | Recreativo de Huelva   | -                            |
| 2002-2003 | Real Murcie           | Real Saragosse            | Albacete Balompié      | -                            |
| 2003-2004 | Levante UD            | Getafe CF                 | CD Numancia            | -                            |
| 2004-2005 | Cadix CF              | Celta de Vigo             | Deportivo Alavés       | -                            |
| 2005-2006 | Recreativo de Huelva  | Gimnàstic de Tarragone    | Levante UD             | -                            |
| 2006-2007 | Real Valladolid       | UD Almería                | Real Murcie            | -                            |
| 2007-2008 | CD Numancia           | Málaga CF                 | Sporting de Gijón      | -                            |
| 2008-2009 | Xerez CD              | Real Saragosse            | CD Tenerife            | -                            |
| 2009-2010 | Real Sociedad         | Hércules CF               | Levante UD             | -                            |
| 2010-2011 | Real Betis            | Rayo Vallecano            | FC Barcelone B         | Grenade CF                   |
| 2011-2012 | Deportivo La Corogne  | Celta de Vigo             | Real Valladolid        | -                            |
| 2012-2013 | Elche CF              | Villarreal CF             | UD Almería             | -                            |
| 2013-2014 | SD Eibar              | Deportivo La Corogne      | FC Barcelone B         | Córdoba CF                   |
| 2014-2015 | Real Betis            | Sporting de Gijón         | Girona FC              | UD Las Palmas                |
| 2015-2016 | Deportivo Alavés      | CD Leganés                | Gimnàstic de Tarragone | CA Osasuna                   |
| 2016-2017 | Levante UD            | Girona FC                 | Getafe CF              | -                            |
| 2017-2018 | Rayo Vallecano        | SD Huesca                 | Real Saragosse         | Real Valladolid              |
| 2018-2019 | CA Osasuna            | Grenade CF                | Málaga CF              | RCD Majorque                 |
| 2019-2020 | SD Huesca             | Cadix CF                  | Real Saragosse         | Elche CF                     |
| 2020-2021 | Espanyol de Barcelone | RCD Majorque              | CD Leganés             | Rayo Vallecano               |
| 2021-2022 | UD Almería            | Real Valladolid           | SD Eibar               | Girona FC                    |
| 2022-2023 | Grenade CF            | UD Las Palmas             | Levante UD             | Deportivo Alavés             |
| 2023-2024 | CD Leganés            | Real Valladolid           | SD Eibar               | Espanyol de Barcelone        |
| 2024-2025 | Levante UD            | Elche CF                  | Real Oviedo            | -                            |

|  | Promu |

### Bilan par clubs
| Rang | Clubs                 | 2025-2026          | Titre(s) | Année(s)                                               |
| ---- | --------------------- | ------------------ | -------- | ------------------------------------------------------ |
| 1    | Real Murcie           | Primera Federación | 8        | 1940, 1955 (2), 1963 (2), 1973, 1980, 1983, 1986, 2003 |
| 2    | Real Betis            | LaLiga             | 7        | 1932, 1942, 1958 (2), 1971, 1974, 2011, 2015           |
| 3    | Real Oviedo           | LaLiga             | 5        | 1933, 1952 (1), 1958 (1), 1972, 1975                   |
| 3    | Sporting de Gijón     | LaLiga 2           | 5        | 1944, 1951 (1), 1957 (1), 1970, 1977                   |
| 3    | Deportivo La Corogne  | LaLiga 2           | 5        | 1962 (1), 1964 (1), 1966 (1), 1968 (1), 2012           |
| 6    | UD Las Palmas         | LaLiga 2           | 4        | 1954 (2), 1964 (2), 1985, 2000                         |
| 6    | Séville FC            | LaLiga             | 4        | 1929, 1934, 1969, 2001                                 |
| 6    | Deportivo Alavés      | LaLiga             | 4        | 1930, 1954 (1), 1998, 2016                             |
| 6    | CA Osasuna            | LaLiga             | 4        | 1953 (1), 1956 (1), 1961 (1), 2019                     |
| 6    | Grenade CF            | LaLiga 2           | 4        | 1941, 1957 (2), 1968 (2), 2023                         |
| 11   | CD Málaga (es)        | Disparu            | 3        | 1952 (2), 1967 (2), 1988                               |
| 11   | Celta de Vigo         | LaLiga             | 3        | 1936, 1982, 1992                                       |
| 11   | Hércules CF           | Primera Federación | 3        | 1935, 1966 (2), 1996                                   |
| 11   | Real Valladolid       | LaLiga 2           | 3        | 1948, 1959 (1), 2007                                   |
| 11   | Real Sociedad         | LaLiga             | 3        | 1949, 1967 (1), 2010                                   |
| 11   | Levante UD            | LaLiga             | 3        | 2004, 2017, 2025                                       |
| 17   | CE Sabadell           | Primera Federación | 2        | 1943, 1946                                             |
| 17   | CD Alcoyano           | Segunda Federación | 2        | 1945, 1947                                             |
| 17   | Real Jaén             | Segunda Federación | 2        | 1953 (2), 1956 (2)                                     |
| 17   | Racing de Santander   | LaLiga 2           | 2        | 1950, 1960 (1)                                         |
| 17   | RCD Majorque          | LaLiga             | 2        | 1960 (2), 1965 (2)                                     |
| 17   | Pontevedra CF         | Primera Federación | 2        | 1963 (1), 1965 (1)                                     |
| 17   | Valence CF            | LaLiga             | 2        | 1931, 1987                                             |
| 17   | CD Castellón          | LaLiga 2           | 2        | 1981, 1989                                             |
| 17   | CP Mérida             | Disparu            | 2        | 1995, 1997                                             |
| 17   | Elche CF              | LaLiga             | 2        | 1959 (2), 2013                                         |
| 17   | Espanyol de Barcelone | LaLiga             | 2        | 1994, 2021                                             |
| 28   | Atlético de Tetuán    | Disparu            | 1        | 1951 (2)                                               |
| 28   | Cultural Leonesa      | LaLiga 2           | 1        | 1955 (1)                                               |
| 28   | CD Tenerife           | Primera Federación | 1        | 1961 (2)                                               |
| 28   | Córdoba CF            | LaLiga 2           | 1        | 1962 (2)                                               |
| 28   | Burgos CF (es)        | Disparu            | 1        | 1976                                                   |
| 28   | Real Saragosse        | LaLiga 2           | 1        | 1978                                                   |
| 28   | AD Almería            | Disparu            | 1        | 1979                                                   |
| 28   | Real Madrid Castilla  | Primera Federación | 1        | 1984                                                   |
| 28   | Real Burgos           | Disparu            | 1        | 1990                                                   |
| 28   | Albacete Balompié     | LaLiga 2           | 1        | 1991                                                   |
| 28   | UE Lleida             | Disparu            | 1        | 1993                                                   |
| 28   | Málaga CF             | LaLiga 2           | 1        | 1999                                                   |
| 28   | Atlético de Madrid    | LaLiga             | 1        | 2002                                                   |
| 28   | Cadix CF              | LaLiga 2           | 1        | 2005                                                   |
| 28   | Recreativo de Huelva  | Segunda Federación | 1        | 2006                                                   |
| 28   | CD Numancia           | Segunda Federación | 1        | 2008                                                   |
| 28   | Xerez CD              | Segunda Federación | 1        | 2009                                                   |
| 28   | SD Eibar              | LaLiga 2           | 1        | 2014                                                   |
| 28   | Rayo Vallecano        | LaLiga             | 1        | 2018                                                   |
| 28   | SD Huesca             | LaLiga 2           | 1        | 2020                                                   |
| 28   | UD Almería            | LaLiga 2           | 1        | 2022                                                   |
| 28   | CD Leganés            | LaLiga 2           | 1        | 2024                                                   |